# Lista de governadores de Nova Jérsia
Em política, governador de Nova Jérsia é o título dado ao chefe do poder executivo do estado norte-americano de Nova Jérsia. esta é uma lista de governadores de Nova Jérsia:
| Número | Governador                 | Data da posse           | Data da saída           | Partido               | Notas |
| ------ | -------------------------- | ----------------------- | ----------------------- | --------------------- | ----- |
| 1      | William Livingston         | 31 de agosto de 1776    | 25 de julho de 1790     | Federalista           |       |
| —      | Elisha Lawrence            | 25 de julho de 1790     | 29 de outubro de 1790   | Federalista           |       |
| 2      | William Paterson           | 29 de outubro de 1790   | 30 de março de 1793     | Federalista           |       |
| —      | Thomas Henderson           | 30 de março de 1793     | 3 de junho de 1793      | Federalista           |       |
| 3      | Richard Howell             | 3 de junho de 1793      | 31 de outubro de 1801   | Federalista           |       |
| 4      | Joseph Bloomfield          | 31 de outubro de 1801   | 28 de outubro de 1802   | Democrata-Republicano |       |
| —      | John Lambert               | 28 de outubro de 1802   | 29 de outubro de 1803   | Democrata-Republicano |       |
| 5      | Joseph Bloomfield          | 29 de outubro de 1803   | 29 de outubro de 1812   | Democrata-Republicano |       |
| 6      | Aaron Ogden                | 29 de outubro de 1812   | 29 de outubro de 1813   | Federalista           |       |
| 7      | William Sanford Pennington | 29 de outubro de 1813   | 19 de junho de 1815     | Democrata-Republicano |       |
| —      | William Kennedy            | 19 de junho de 1815     | 26 de outubro de 1815   | Democrata-Republicano |       |
| 8      | Mahlon Dickerson           | 26 de outubro de 1815   | 1º de fevereiro de 1817 | Democrata-Republicano |       |
| 9      | Isaac Halstead Williamson  | 1º de fevereiro de 1817 | 30 de outubro de 1829   | Federalista           |       |
| —      | Garret D. Wall             | —                       | —                       | Democrata             |       |
| 10     | Peter Dumont Vroom         | 6 de novembro de 1829   | 26 de outubro de 1832   | Democrata             |       |
| 11     | Samuel L. Southard         | 26 de outubro de 1832   | 27 de fevereiro de 1833 | Whig                  |       |
| 12     | Elias P. Seeley            | 27 de fevereiro de 1833 | 25 de outubro de 1833   | Whig                  |       |
| 13     | Peter Dumont Vroom         | 25 de outubro de 1833   | 3 de novembro de 1836   | Democrata             |       |
| 14     | Philemon Dickerson         | 3 de novembro de 1836   | 27 de outubro de 1837   | Democrata             |       |
| 15     | William Pennington         | 27 de outubro de 1837   | 27 de outubro de 1843   | Whig                  |       |
| 16     | Daniel Haines              | 27 de outubro de 1843   | 21 de janeiro de 1845   | Democrata             |       |
| 17     | Charles C. Stratton        | 21 de janeiro de 1845   | 18 de janeiro de 1848   | Whig                  |       |
| 18     | Daniel Haines              | 18 de janeiro de 1848   | 21 de janeiro de 1851   | Democrata             |       |
| 19     | George Franklin Fort       | 21 de janeiro de 1851   | 17 de janeiro de 1854   | Democrata             |       |
| 20     | Rodman McCamley Price      | 17 de janeiro de 1854   | 20 de janeiro de 1857   | Democrata             |       |
| 21     | William Augustus Newell    | 20 de janeiro de 1857   | 17 de janeiro de 1860   | Republicano           |       |
| 22     | Charles Smith Olden        | 17 de janeiro de 1860   | 20 de janeiro de 1863   | Republicano           |       |
| 23     | Joel Parker                | 20 de janeiro de 1863   | 16 de janeiro de 1866   | Democrata             |       |
| 24     | Marcus Lawrence Ward       | 16 de janeiro de 1866   | 19 de janeiro de 1869   | Republicano           |       |
| 25     | Theodore Fitz Randolph     | 19 de janeiro de 1869   | 16 de janeiro de 1872   | Democrata             |       |
| 26     | Joel Parker                | 16 de janeiro de 1872   | 19 de janeiro de 1875   | Democrata             |       |
| 27     | Joseph D. Bedle            | 19 de janeiro de 1875   | 15 de janeiro de 1878   | Democrata             |       |
| 28     | George B. McClellan        | 15 de janeiro de 1878   | 18 de janeiro de 1881   | Democrata             |       |
| 29     | George C. Ludlow           | 18 de janeiro de 1881   | 15 de janeiro de 1884   | Democrata             |       |
| 30     | Leon Abbett                | 15 de janeiro de 1884   | 18 de janeiro de 1887   | Democrata             |       |
| 31     | Robert Stockton Green      | 18 de janeiro de 1887   | 21 de janeiro de 1890   | Democrata             |       |
| 32     | Leon Abbett                | 21 de janeiro de 1890   | 17 de janeiro de 1893   | Democrata             |       |
| 33     | George Theodore Werts      | 18 de janeiro de 1881   | 21 de janeiro de 1896   | Democrata             |       |
| 34     | John W. Griggs             | 21 de janeiro de 1896   | 31 de janeiro de 1898   | Republicano           |       |
| —      | Foster McGowan Voorhees    | 31 de janeiro de 1898   | 18 de outubro de 1898   | Republicano           |       |
| —      | David Ogden Watkins        | 18 de outubro de 1898   | 17 de janeiro de 1899   | Republicano           |       |
| 35     | Foster McGowan Voorhees    | 17 de janeiro de 1899   | 21 de janeiro de 1902   | Republicano           |       |
| 36     | Franklin Murphy            | 21 de janeiro de 1902   | 17 de janeiro de 1905   | Republicano           |       |
| 37     | Edward C. Stokes           | 17 de janeiro de 1905   | 21 de janeiro de 1908   | Republicano           |       |
| 38     | John Franklin Fort         | 21 de janeiro de 1908   | 17 de janeiro de 1911   | Republicano           |       |
| 39     | Woodrow Wilson             | 17 de janeiro de 1911   | 1º de março de 1913     | Democrata             |       |
| —      | James Fairman Fielder      | 1º de março de 1913     | 28 de outubro de 1913   | Democrata             |       |
| —      | Leon R. Taylor             | 28 de outubro de 1913   | 20 de janeiro de 1914   | Democrata             |       |
| 40     | James Fairman Fielder      | 20 de janeiro de 1914   | 16 de janeiro de 1917   | Democrata             |       |
| 41     | Walter Evans Edge          | 16 de janeiro de 1917   | 16 de maio de 1819      | Republicano           |       |
| —      | William Nelson Runyon      | 16 de maio de 1819      | 13 de janeiro de 1920   | Republicano           |       |
| —      | Clarence E. Case           | 13 de janeiro de 1920   | 20 de janeiro de 1920   | Republicano           |       |
| 42     | Edward I. Edwards          | 20 de janeiro de 1920   | 15 de janeiro de 1923   | Democrata             |       |
| 43     | George Sebastian Silzer    | 15 de janeiro de 1923   | 19 de janeiro de 1926   | Democrata             |       |
| 44     | A. Harry Moore             | 19 de janeiro de 1926   | 15 de janeiro de 1929   | Democrata             |       |
| 45     | Morgan Foster Larson       | 15 de janeiro de 1929   | 19 de janeiro de 1932   | Republicano           |       |
| 46     | A. Harry Moore             | 19 de janeiro de 1932   | 3 de janeiro de 1935    | Democrata             |       |
| —      | Clifford Ross Powell       | 3 de janeiro de 1935    | 8 de janeiro de 1935    | Republicano           |       |
| —      | Horace Griggs Prall        | 8 de janeiro de 1935    | 15 de janeiro de 1935   | Republicano           |       |
| 47     | Harold G. Hoffman          | 15 de janeiro de 1935   | 18 de janeiro de 1938   | Republicano           |       |
| 48     | A. Harry Moore             | 18 de janeiro de 1938   | 21 de janeiro de 1941   | Democrata             |       |
| 49     | Charles Edison             | 21 de janeiro de 1941   | 18 de janeiro de 1944   | Democrata             |       |
| 50     | Walter Evans Edge          | 18 de janeiro de 1938   | 21 de janeiro de 1947   | Republicano           |       |
| 51     | Alfred E. Driscoll         | 21 de janeiro de 1947   | 19 de janeiro de 1954   | Republicano           |       |
| 52     | Robert B. Meyner           | 19 de janeiro de 1954   | 16 de janeiro de 1962   | Democrata             |       |
| 53     | Richard J. Hughes          | 16 de janeiro de 1962   | 20 de janeiro de 1970   | Democrata             |       |
| 54     | William T. Cahill          | 20 de janeiro de 1970   | 15 de janeiro de 1974   | Republicano           |       |
| 55     | Brendan Byrne              | 15 de janeiro de 1974   | 19 de janeiro de 1982   | Democrata             |       |
| 56     | Thomas Kean                | 19 de janeiro de 1982   | 16 de janeiro de 1990   | Republicano           |       |
| 57     | James Florio               | 16 de janeiro de 1990   | 18 de janeiro de 1994   | Democrata             |       |
| 58     | Christine Todd Whitman     | 18 de janeiro de 1994   | 31 de janeiro de 2001   | Republicano           |       |
| 59     | Donald DiFrancesco         | 31 de janeiro de 2001   | 8 de janeiro de 2002    | Republicano           |       |
| —      | John Farmer Jr.            | 8 de janeiro de 2002    | 8 de janeiro de 2002    | Republicano           |       |
| —      | John O. Bennett            | 8 de janeiro de 2002    | 12 de janeiro de 2002   | Republicano           |       |
| —      | Richard Codey              | 12 de janeiro de 2002   | 15 de janeiro de 2002   | Democrata             |       |
| 60     | Jim McGreevey              | 15 de janeiro de 2002   | 15 de novembro de 2004  | Democrata             |       |
| 61     | Richard Codey              | 15 de novembro de 2004  | 17 de janeiro de 2006   | Democrata             |       |
| 62     | Jon Corzine                | 17 de janeiro de 2006   | 19 de janeiro de 2010   | Democrata             |       |
| 63     | Chris Christie             | 19 de janeiro de 2010   | 16 de janeiro de 2018   | Republicano           |       |
| 64     | Phil Murphy                | 16 de janeiro de 2018   | presente                | Democrata             |       |